# Rhytiphora wallacei
Rhytiphora wallacei là một loài bọ cánh cứng trong họ Cerambycidae.